# 曹应魁
曹应魁（1533年10月27日—1590年7月25日），字士元，号秀峰，蒙古族，祖籍辽东辽阳，出生于京师（今北京市），明朝锦衣卫官员。最初袭职为锦衣卫中所正千户，嘉靖四十一年（1562）中武进士，累官至都指挥佥事，曾参与查抄内阁首辅张居正的家产。

## 生平

### 家世背景
嘉靖十二年十月初十（1533年10月27日），曹应魁出生于北直隶锦衣卫的一个世袭武官家庭。一世伯祖完者都是元朝官员，洪武二十年（1387年）归降明朝，赐汉姓为曹，授职为山东都司济宁卫百户，洪武二十四年（1391年）调任直隶新安卫左所，建文四年（1402年）升为新安卫前所副千户；永乐六年（1408年），完者都的弟弟者赤帖木儿袭职，调任锦衣卫。

### 仕途经历
嘉靖二十六年（1547年）二月，曹应魁袭父职为锦衣卫中所正千户。他对自己的官职感到不满意，于是勤奋地练武习文，嘉靖四十一年（1562年）中武进士，升署指挥同知，负责管理锦衣卫中所。因为性格内向，连续十年都没有升迁，直到隆庆五年（1571年），始升为南镇抚司佥事，万历三年（1575年）又升为锦衣卫指挥佥事。万历十二年（1584年），因原任内阁首辅张居正侵占王府珠宝案发，奉旨参与查抄，以清廉而著称。万历十三年（1585年）升为锦衣卫指挥使，万历十六年（1588年）任提督街道房官校办事，因功加升都指挥佥事，仍管卫事。万历十八年六月二十四日（1590年7月25日）去世，赐祭葬。

## 家庭
父亲曹志，官至锦衣卫指挥佥事。正室王氏，继室张氏，都没有儿子；侧室杨氏生一子曹嗣德，万历十九年（1591年）二月袭职为锦衣卫中所正千户。

## 引用
1. ↑  《新日下访碑录·顺义卷·明曹应魁墓志》：“公生于嘉靖癸巳年十月初十日。”
2. ↑  《中国明朝档案总汇》49册《武职选簿·亲军指挥使司所属卫所·亲军卫·锦衣卫·中所官员》：“曹完者都，辽阳人，洪武二十年归附，钦除济宁卫世袭百户，二十四年调新安卫左所，三十五年升本卫前所副千户……曹者赤帖木儿，永乐六年准袭职，调锦衣卫。”
3. ↑  《新日下访碑录·顺义卷·明曹应魁墓志》：“公讳应魁，字士元，别号秀峰，世为辽左人。洪武间，其高伯祖完者都以元佥院来归，赐今姓，授新安卫千户。高祖赤帖木儿始调锦衣。”
4. 1 2  《中国明朝档案总汇》49册《武职选簿·亲军指挥使司所属卫所·亲军卫·锦衣卫·中所官员》：“嘉靖二十六年二月，曹应魁，年十五岁，辽阳人，系锦衣卫带俸故指挥佥事曹志嫡长男……与本舍正千户，注中所。”
5. ↑  《新日下访碑录·顺义卷·明曹应魁墓志》：“毅然奋曰：‘大丈夫承祖父荫，叨世及恩，可坐靡廪俸，一无所表见已邪？’日夜淬砺，以文肄武，精韬钤，闲骑射，声称藉甚。嘉靖壬戌，登武进士第，升署指挥同知，管衣中所事。脱显风云，始基于此，而养晦不自衒，敝衣羸马，宴如也。十年不调，至隆庆辛未，晋佥南镇抚司事。万历乙亥，晋佥大执金吾事。”
6. ↑  《大明神宗实录》卷148万历十二年四月：“张居正侵盗王府金宝，伊父占葬王坟，掘陷人墓，罪犯深重，如何通不究拟？令司礼监太监张诚、刑部侍郎丘橓、左给事中杨廷相、锦衣卫指挥曹应魁前去会同抚按官查照。”
7. ↑  《新日下访碑录·顺义卷·明曹应魁墓志》：“再使湖湘，往返惟饬，以清谨称，古名司隶相辉映焉。”
8. ↑  《新日下访碑录·顺义卷·明曹应魁墓志》：“乙酉，慈宁宫成，录功，赐金绮，升指挥使。戊子，奉旨提督京师街道，闾阎肃清，公私不扰。秋九月，上阅寿宫，录劳，升都指挥佥事。”
9. ↑  《新日下访碑录·顺义卷·明曹应魁墓志》：“万历庚寅夏六月二十四日大执金吾曹公卒。讣闻，天子遣官谕祭，僚友姻戚交错吊焉。”
10. ↑  《新日下访碑录·顺义卷·明曹应魁墓志》：“配王氏，鸿胪卿樑仲女，先公卒；继配张氏，赠都督公迪女；侧室杨氏，子男一即嗣德，杨出。”
11. ↑  《中国明朝档案总汇》49册《武职选簿·亲军指挥使司所属卫所·亲军卫·锦衣卫·中所官员》：“万历十九年二月，曹嗣德，年一十六岁，辽阳人……本舍合照例革袭原所正千户。”